# Mário Sérgio Pontes de Paiva
Mário Sérgio Pontes de Paiva, genannt Mário Sérgio, (* 7. September 1950 in Rio de Janeiro; † 28. November 2016 bei La Unión, Kolumbien) war ein brasilianischer Fußballspieler. Der Mittelfeldspieler war brasilianischer Nationalspieler.

## Karriere
Er begann seine Karriere bei Flamengo Rio de Janeiro. Von 1971 bis 1974 stand er bei Vitória unter Vertrag. Danach war er ein Jahr bei Fluminense Rio de Janeiro, bevor er zu Botafogo wechselte. 1979 ging er zu Internacional Porto Alegre, mit dem er Brasilianischer Meister wurde. Bei der Copa Libertadores 1980 erreichte Internacional die Finalspiele, in denen man gegen Nacional Montevideo verlor. 1981 wechselte er zum FC São Paulo und schon ein Jahr danach zu Ponte Preta.
1983 ging er zu Grêmio Porto Alegre, mit dem er durch ein 2:1 nach Verlängerung gegen den Hamburger SV den Weltpokal gewann. 1984 wechselte er noch einmal zu Internacional und ging dann im Juli zu Palmeiras. Im September wurde er bei einer Dopingkontrolle positiv auf Amphetamin getestet und für drei Monate gesperrt. Am Ende seiner Laufbahn war er bei Botafogo FC (SP), bei der AC Bellinzona in der Schweiz und bei EC Bahia.
Mário Sérgio wurde zwischen 1981 und 1985 siebenmal in die brasilianische Nationalmannschaft berufen.
Nach seiner Spielerkarriere war er Trainer und wurde 2009 mit Internacional Vize-Meister. Außerdem war er als Sportreporter für den Sender Fox Sports tätig. Im Rahmen dieser Arbeit starb Mário Sérgio beim Absturz von LaMia-Flug 2933 am 28. November 2016.